# Pseudogmothela rehni
Pseudogmothela rehni är en insektsart som beskrevs av Heinrich Hugo Karny 1910. Pseudogmothela rehni ingår i släktet Pseudogmothela och familjen gräshoppor. Inga underarter finns listade i Catalogue of Life.